# Klinische Ökonomik
Im Jahre 1989 publizierte John M. Eisenberg in der medizinischen Fachzeitschrift JAMA einen Artikel zur ökonomischen Analyse klinischer Behandlungen unter dem Titel: Clinical Economics- A Guide to the Economic Analysis of Clinical Practise. Mit diesem Artikel sollte die monetäre Betrachtung von Kosten und Nutzen im klinischen Alltag beschrieben werden.

## Klinische Ökonomik nach Franz Porzsolt
Andere Facetten der „Klinischen Ökonomik“ hat der Arzt, Onkologe und Versorgungsforscher Franz Porzsolt in zahlreichen Beiträgen beschrieben.
Er sieht die „Klinische Ökonomik“ als Abwägung ob das, was die Patienten in Kauf zu nehmen haben, durch den Nutzen der Gesundheitsleistungen aufgewogen wird.
Das Konzept der „Klinischen Ökonomik“ wurde von Franz Porzsolt 1994 erstmals namentlich erwähnt und geprägt.
Ausschlaggebend waren laut eigenen Angaben Erfahrungen, die er sowohl im Rahmen seiner klinischen Tätigkeit in Deutschland als auch in Kanada gesammelt hatte.
Einer seiner Lehrer am Ontario Cancer Institute in Toronto war der Arzt David Osoba, ein international bekannter Vordenker der Lebensqualitätsforschung, der den Namen „Clinical Economics“ zur Beschreibung des neuen Arbeitsgebiets vorgeschlagen hat.
Zusammen mit weiteren Experten, u. a. Arthur R. Williams und Robert M. Kaplan, wurden seither zur „Klinischen Ökonomik“ 3 Lehrbücher veröffentlicht. Der überwiegende Teil der mehr als 550 Publikationen von Franz Porzsolt befasst sich mit dem Gebiet der „Klinischen Ökonomik“
Demnach verfolgt die Gruppe von Franz Porzsolt das Ziel, die nicht-monetäre Bewertung von Gesundheitsleistungen aus der Perspektive der Medizin unter dem Namen „Klinische Ökonomik“ (Clinical Economics) zu beschreiben. Die monetäre Bewertung von Gesundheitsleistungen erfolgt bereits aus der Perspektive der Wirtschaftswissenschaften durch das traditionelle Fach der Gesundheitsökonomie (Health Economy).
Die „Klinische Ökonomik“ nach Franz Porzsolt ist ein Querschnittsfach aus dem Bereich der Gesundheitswissenschaften.
Methoden und Fähigkeiten der Medizin werden in der „Klinischen Ökonomik“ mit den Werkzeugen der klinischen Epidemiologie, Ökonomie, Psychologie, der Kommunikationswissenschaften sowie der Ethik verbunden.
Die „Klinische Ökonomik“ verfolgt das Ziel aus den beiden Perspektiven, d. h. aus der des individuellen Patienten und der der Gesellschaft, die bestmögliche Gesundheit bei geringstmöglichen Belastungen für die jeweiligen Betroffenen zu erreichen.
Bestandteil jeder kompletten ökonomischen Analyse ist es, die Kosten bzw. den Aufwand mit dem Nutzen bzw. den Ergebnissen von verschiedenen Handlungsmöglichkeiten einander gegenüberzustellen. Die „Klinischen Ökonomik“ orientiert sich an der Annahme, dass die Gesellschaft einen systematischen Nachweis des Nutzens medizinischer Maßnahmen von Ärzten fordert.
„Der vierteilige Leitsatz der Klinischen Ökonomik
(1) Wir stützen Entscheidungen nicht auf einzelne Kriterien, z. B. ‚externe Evidenz‘, sondern auf interne Wertvorstellungen.
(2)  Da diese internen Wertvorstellungen durch externe Information geprägt sind, sollte die Information, z. B. die ‚externe Evidenz‘, valide sein.
(3) Information ist valide, wenn gezeigt ist, wie häufig die durch die Information vermittelten Ziele nicht nur angestrebt, sondern auch tatsächlich erreicht wurden.
(4) Um sinnvolle Entscheidungen anhand interner Wertvorstellungen treffen zu können, sollten deshalb die Ziele der Information klar definiert, die Methoden klar beschrieben und die Ergebnisse vollständig berichtet sein.“

## Wissenschaftliche Schwerpunkte und Verbreitung
Der Fußabdruck der Klinischen Ökonomik lässt sich durch Beiträge zu fünf Themen beschreiben:
- Berichte zu Übertherapien sind für Ärzte und Wissenschaftler nicht einfach, aber für Patienten wertvoll[20][21]
- Die Sicherheitsschleife beschreibt den Zusammenhang zwischen objektivem Risiko, der Kommunikation, der subjektiven Wahrnehmung des objektiven Risikos (Begriff: „Gefühlte Sicherheit“), der Entscheidungsfindung und des Effekts der Entscheidung auf die Veränderung des objektiven Ausgangsrisikos[22][23][24]
- Der Terminologiekonflikt zwischen „Efficacy“ und „Effectiveness“ in der Gesundheitsversorgung und seine Folgen[25][26][27][28]

- Entwicklung der Methode zum Nachweis der „Real Word Effectiveness“ und deren Integration in eine dreidimensionale Strategie zum Nachweis des „Proof of Principle“, der „Real World Effectiveness“ und des „Value“,[29][30][31][32]

- Kritik am fehlenden Disput der Wissenschaft zum Management einer Pandemie und das strategische Konzept für künftige Pandemien[33]

Von 1992 bis 2011 bestand die „Klinische Ökonomik“ als Arbeitsgruppe verschiedener Abteilungen am Universitätsklinikum Ulm. Seit dem Jahr 2013 wird das „Institute of Clinical Economics“ als gemeinnütziger e. V. geführt.

## Abgrenzung zur Gesundheitsökonomie
Die „Klinische Ökonomik“ versucht multiprofessionell und interdisziplinär klinische Sachverhalte zu ergründen. Hierzu verwendet sie Konzepte und Methoden aus Nachbardisziplinen mit dem Ziel, unterschiedliche Perspektiven in die Entscheidungsfindung einzubeziehen.
Durch diese multi-dimensionalen Betrachtungen sollen neuer Wert generiert und Konflikte vermieden werden.
Beispiele hierfür sind die Rationalisierungen, die nahezu immer durch die Optimierung des Verhältnisses von „intangiblen Kosten und Nutzen“ ersetzt werden können und damit gesellschaftliche Konflikte vermeiden.